# Sabellaria alveolata
Sabellaria alveolata Linnaeus, 1767 è una specie di anellide polichete del genere Sabellaria della famiglia Sabellariidae. Gli esemplari appartenenti a questa specie (e in generale al genere Sabellaria) vengono comunemente chiamati vermi nido d'ape per via della loro capacità di erigere biocostruzioni costituite da tubi formati da sabbia e bioclasti agglutinati da un muco organico e caratterizzate da un aspetto alveolare.